# Asplenium lauterbachii
Asplenium lauterbachii är en svartbräkenväxtart som beskrevs av Christ. Asplenium lauterbachii ingår i släktet Asplenium och familjen Aspleniaceae. Inga underarter finns listade.